# Olpiseius djarradjin
Olpiseius djarradjin är en spindeldjursart som beskrevs av John Stanley Beard 200. Olpiseius djarradjin ingår i släktet Olpiseius och familjen Phytoseiidae. Inga underarter finns listade i Catalogue of Life.